# Stefan Ishizaki
Stefan Daisuke Ishizaki (Stoccolma, 15 maggio 1982) è un ex calciatore svedese, di ruolo centrocampista.

## Carriera

### Club
Di madre svedese e padre giapponese, Ishizaki ha iniziato la sua carriera prima nelle giovanili del Djurgården e poi in quelle del Rågsveds IF.
Nel 1999 è stato rilevato dall'AIK, con cui ha debuttato in coppa già a marzo nonostante la giovanissima età. Nel maggio dello stesso anno, subentrando nei minuti finali della finale contro l'IFK Göteborg, è diventato il giocatore più giovane a vincere la Coppa di Svezia con i suoi 16 anni e 364 giorni. In campionato tuttavia ha debuttato nel corso della stagione 2000, trovando però presto spazio nell'undici di partenza dell'allenatore Stuart Baxter. Il 2000 è stato anche l'anno del suo debutto nelle coppe europee, nella partita AIK-Gomel finita 1-0 in favore degli svedesi. Nel corso della stagione 2001 è stato condizionato da un infortunio rimediato in precampionato, ma l'anno successivo si è completamente ristabilito. È rimasto in nerogiallo fino al dicembre 2003.
Nel gennaio 2004 Ishizaki è passato temporaneamente al Genoa, attraverso un prestito semestrale valido fino al successivo 30 giugno. In rossoblu tuttavia non è riuscito ad imporsi, giocando solo 4 partite in Serie B. La società ligure ha scelto di non esercitare l'opzione su di lui.
È rientrato così all'AIK per disputare la seconda metà dell'Allsvenskan 2004, con la squadra impegnata nella lotta salvezza. La stagione si è conclusa con la retrocessione in seconda serie, così Ishizaki è stato ceduto ai norvegesi del Vålerenga per circa 3 milioni di corone svedesi. Con la nuova squadra ha vinto il titolo nazionale norvegese, rompendo l'egemonia del Rosenborg che durava da 13 anni consecutivi.
Dopo la stagione trascorsa in Norvegia, nel gennaio 2006 Ishizaki è tornato in Svezia con l'acquisto da parte dell'Elfsborg. Il primo anno della lunga parentesi di Ishizaki con i gialloneri della città di Borås, è coinciso con la conquista del titolo nazionale, il quinto della storia del club. Nel 2008 ha segnato 8 gol come già era avvenuto l'anno precedente, ma la squadra è arrivata seconda a un solo punto dal Kalmar. Nel gennaio 2010 ha firmato un rinnovo contrattuale fino al dicembre 2014, ma in quella stagione ha potuto giocare solo 13 partite a causa degli infortuni. Nel 2012 ha contribuito alla conquista di un nuovo titolo nazionale.

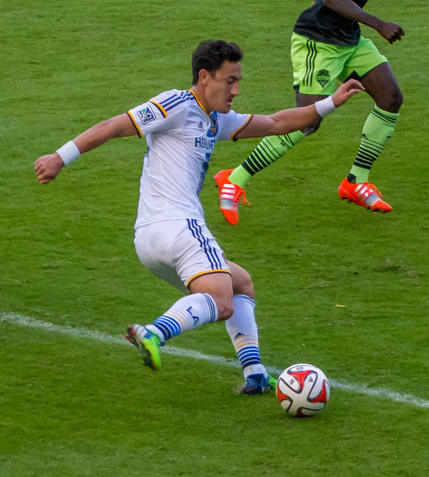
Ishizaki nel 2014 ai Los Angeles Galaxy

Nel gennaio 2014, all'età di 31 anni, è approdato negli Stati Uniti per firmare con i Los Angeles Galaxy. Nella prima stagione con i californiani, ha contribuito con 5 gol in 30 partite di regular season al raggiungimento dei play-off. Ishizaki e la squadra hanno poi continuato il proprio cammino anche in post-season, trionfando ai tempi supplementari nella finalissima contro i New England Revolution. Nel luglio 2015, su richiesta del giocatore per ragioni familiari vista la nascita di due gemelli, i Galaxy hanno accettato di rilasciarlo per permettergli di tornare in Svezia.
Il suo ritorno nel calcio svedese è avvenuto con la maglia dell'AIK, la squadra che lo aveva lanciato nei suoi primi anni di carriera. Ha firmato un contratto valido fino al termine della stagione 2017. Durante questo periodo ha collezionato 59 presenze in campionato e segnato 6 gol, mentre la squadra ha ottenuto un terzo posto e due secondi posti. Sul finire del campionato 2017, Ishizaki ha confermato che quella sarebbe stata la sua ultima stagione con l'AIK.
In vista della stagione 2018 si è trasferito a Borås, città di origine della moglie, tornando così a giocare nell'Elfsborg dopo gli otto anni trascorsi tra il 2006 e il 2013. Si è ritirato dal calcio giocato al termine del campionato 2019, durante il quale ha totalizzato 9 presenze da titolare e 12 da subentrante.

### Nazionale
Nel 1998 ha esordito con la maglia della nazionale Under-17 nell'europeo di categoria nella partita Svezia-Lettonia finita 4-0 per gli scandinavi. Dal 2001 al 2004 ha fatto parte della selezione Under-21. Conta anche 13 presenze con la nazionale svedese maggiore, nella quale ha giocato dal 2001 al 2012.

## Statistiche

### Cronologia presenze e reti in nazionale
| Cronologia completa delle presenze e delle reti in nazionale ― Svezia | Cronologia completa delle presenze e delle reti in nazionale ― Svezia | Cronologia completa delle presenze e delle reti in nazionale ― Svezia | Cronologia completa delle presenze e delle reti in nazionale ― Svezia | Cronologia completa delle presenze e delle reti in nazionale ― Svezia | Cronologia completa delle presenze e delle reti in nazionale ― Svezia | Cronologia completa delle presenze e delle reti in nazionale ― Svezia | Cronologia completa delle presenze e delle reti in nazionale ― Svezia |
| Data                                                                  | Città                                                                 | In casa                                                               | Risultato                                                             | Ospiti                                                                | Competizione                                                          | Reti                                                                  | Note                                                                  |
| --------------------------------------------------------------------- | --------------------------------------------------------------------- | --------------------------------------------------------------------- | --------------------------------------------------------------------- | --------------------------------------------------------------------- | --------------------------------------------------------------------- | --------------------------------------------------------------------- | --------------------------------------------------------------------- |
| 31-1-2001                                                             | Växjö                                                                 | Fær Øer                                                               | 0 – 0                                                                 | Svezia                                                                | Campionato nordico di calcio 2000-2001                                | -                                                                     | 65’                                                                   |
| 16-2-2003                                                             | Bangkok                                                               | Qatar                                                                 | 2 – 3                                                                 | Svezia                                                                | King's Cup 2003 - 1º turno                                            | -                                                                     | 68’                                                                   |
| 18-2-2003                                                             | Bangkok                                                               | Svezia                                                                | 1 – 1                                                                 | Corea del Nord                                                        | King's Cup 2003 - 1º turno                                            | -                                                                     | 86’                                                                   |
| 20-2-2003                                                             | Bangkok                                                               | Svezia                                                                | 4 – 1                                                                 | Thailandia                                                            | King's Cup 2003 - 1º turno                                            | -                                                                     | 77’                                                                   |
| 22-2-2003                                                             | Bangkok                                                               | Svezia                                                                | 4 – 0                                                                 | Corea del Nord                                                        | King's Cup 2003 - Finale                                              | -                                                                     | 27’                                                                   |
| 26-1-2005                                                             | San Diego                                                             | Messico                                                               | 0 – 0                                                                 | Svezia                                                                | Amichevole                                                            | -                                                                     |                                                                       |
| 23-1-2006                                                             | Abu Dhabi                                                             | Giordania                                                             | 0 – 0                                                                 | Svezia                                                                | Amichevole                                                            | -                                                                     |                                                                       |
| 15-11-2006                                                            | Le Mans                                                               | Costa d'Avorio                                                        | 1 – 0                                                                 | Svezia                                                                | Amichevole                                                            | -                                                                     | 46’                                                                   |
| 18-1-2007                                                             | Cuenca                                                                | Ecuador                                                               | 2 – 1                                                                 | Svezia                                                                | Amichevole                                                            | -                                                                     | 83’                                                                   |
| 21-1-2007                                                             | Quito                                                                 | Ecuador                                                               | 1 – 1                                                                 | Svezia                                                                | Amichevole                                                            | -                                                                     | 80’                                                                   |
| 13-1-2008                                                             | San Juan                                                              | Costa Rica                                                            | 0 – 1                                                                 | Svezia                                                                | Amichevole                                                            | -                                                                     | 68’                                                                   |
| 23-1-2010                                                             | Damasco                                                               | Siria                                                                 | 1 – 1                                                                 | Svezia                                                                | Amichevole                                                            | -                                                                     | 70’                                                                   |
| 18-1-2012                                                             | Al Rayyan                                                             | Bahrein                                                               | 0 – 2                                                                 | Svezia                                                                | Amichevole                                                            | -                                                                     | 73’                                                                   |
| Totale                                                                |                                                                       | Presenze                                                              | 13                                                                    |                                                                       | Reti                                                                  | 0                                                                     |                                                                       |

## Palmarès

### Club

#### Competizioni nazionali
- Coppa di Svezia: 1

AIK: 1998-1999
- Campionato norvegese: 1

Vålerenga: 2005
- Campionato svedese: 2

Elfsborg: 2006, 2012
- Campionato MLS: 1

Los Angeles Galaxy: 2014